# 魏斯巴赫 (巴登-符腾堡州)
魏斯巴赫（德語：Weißbach，發音：[ˈvaɪsbax]）是德国巴登-符腾堡州斯图加特行政区霍恩洛厄县的市镇，面积12.77平方千米，2023年12月31日人口为2,075人。